# Bangsbo Ådal
Bangsbo Ådal og omliggende overdrevsområder er et 877 ha stort habitatområde, beliggende umiddelbart sydvest for Frederikshavn og gennemstrømmes af Bangsbo Å.
I vandløbet er fundet Bæklampret (Lampetra planeri). Området består fortrinsvis af heder med stejle skrænter og bøgeskove på morrbund uden kristtorn.
Området er ynglested for adskillige fuglearter, blandt andet  bjergvipstjert, musvåge, grønspætte, stor flagspætte, vendehals, huldue, natugle og kærnebider.

## Eksterne kilder og henvisninger
- Natura 2000-område 8: Åsted Ådal, Bangsbo Ådal og omliggende overdrevsområder Arkiveret 8. januar 2012 hos  Wayback Machine

57°23′N 10°27′Ø / 57.383°N 10.450°Ø